# Simbirskiasaurus
Simbirskiasaurus es un género extinto de ictiosaurio oftalmosáurido perteneciente a la subfamilia Platypterygiinae que vivió durante el Cretácico Inferior en la etapa del Hauteriviense en el óblast de Ulyanovsk, Rusia. Su espécimen tipo es SGU 104a/22, un cráneo fragmentario y la columna vertebral.